# 台州港
台州港是一个位于浙江省台州市的天然海港。港口的中心在椒江河口，港区分布在东海上的台州湾、乐清湾及三门湾，为长江三角洲最南端的港口。2013年，港口达到5628万吨和166571标准箱的吞吐量，较2012年分别增长5.0%和10.4%。

## 分布
台州港散布在台州的1,544 千米的海岸线上，有6个主要的港区：
- 海门港区
- 大麦屿港区
- 健跳港区
- 临海（头门）港区
- 温岭港区
- 黄岩港区